# Patkás Tamás
Patkás Tamás, beceneve Tomi Rocky (Győr, 1971. augusztus 15. –) magyar nyílt vízi paraúszó.

## Élete
1994. április 9-én üzemi baleset következtében a MÁV győri rendező pályaudvaron elvesztette mindkét lábát. Rehabilitációt követően megtanult autót vezetni és művégtagokkal járni.
Célja a társadalom felé való példamutatás, hogy egy súlyos baleset után is van élet, fel lehet állni. A sport számára magát az életet jelenti, ösztönzi, hogy mindig új lekűzdeni való célokat találjon magának.

## Az úszás
2014-ben sportolni kezdett. 2015-ben átúszta a Balatont Révfülöp és Balatonboglár között. Azóta tízszer úszta át a Balatont. Elkezdett a nyílt vízi úszással komolyabban foglalkozni, mára az ország egyetlen nyílt vízi paraúszója lett. Úszott a Rába folyón, a Mosoni-Dunán, a Fertő-tavon, Velencei-tavon, a Nagy-Dunán, a Körösön, a Tiszán és szinte az összes magyar tavon, ahol versenyt rendeztek. Külföldi úszások felé fordulva meg sem állt az Adriai-tengerig, ahol 4 éven át versenyzett és oszlopos tagja volt a porecki úszófesztiválnak, mint egyedüli paraúszó. Jelentkezett, majd 5 éven át versenyzett az Alpen Adria Swim Cup elnevezésű versenysorozaton, és az összes karintiai tavat leküzdötte. Háromszor teljesítette a kupasorozatot, mint egyedüli paraúszó.
A végállomást paramellúszásban a Boszporusz tengerszoros jelentette Isztambulban 2020-ban, amikor egyedüli magyar indulóként átúszta a kontinenst, de időn túli beérkezés miatt a versenyből kizárták. (Bosphorus Cross Continental Swimming Race).
2020-ban került be a győri úszóegyesületbe. Itt kezdett dolgozni Rajos István edzővel, aki egy teljesen új gyorsúszástechnikát alkalmazva segítette tovább. A Magyar Paralimpiai Bizottság kérésére részt vett a klasszifikáción, ami alapján gyorsúszásban S7, mellúszásban SB6 besorolást kapta. A Covid19-járvány miatt a paraúszóversenyek elmaradtak.
2021-ben medencés versenyeken indult az ép úszókkal, így felkerült a Magyar Úszószövetség ranglistájára 50, 100 és 200 méteres gyorsúszásban.
Edzőjével 2021-től megjárták Dániát, Horvátországot, Ausztriát, Oroszországot, Szlovákiát és az Egyesült Államokat, ahol mint egyedüli paraúszó versenyzett az ép úszókkal. 2021 szeptemberében Oroszországban részt vett az X-Waters World Championship világbajnoki sorozaton (I. Nuclear Swimming Race Desnogorsk). Ő az egyetlen paraúszó, aki egy működő atomerőműben versenyzett ép úszókkal. 3960 métert úszott 1:50 idő alatt a 3 km-es távon. Erről az orosz sajtó is tudósított. 2022. augusztus 28-án átúszta az Alcatraz-börtön és San Francisco-öböl közötti szorost a Csendes-óceánban (Alcatraz To San Francisco Escape Swim).
Egyetlen paraúszó a világon, aki súlyos sérülésével 47:13 perc alatt sikeresen teljesítette a 3,3 km-es távot.
2023. június 24-én részt vett első magyar úszóként Németországban a Boden-tó keresztbe átúszásán. Az úszást a Bodenseequerung szervezésében Oliver Halder vezénylésével rendezik 2011 óta minden év június elejétől szeptember végéig. A táv 12 km 6 órás szintidővel. Az úszást rosszullét miatt 2:29 perc és 4,2 km után félbeszakította.
2023. szeptember 10-én első paraúszóként körbeúszta Szlovéniában a Bledi-tavat az X-Waters World Championship Slovenia világbajnoki sorozatban 2:23 perc alatt 4681 métert teljesítve a 4000 méteres távon, 21 fokos vízben.
2023 végén a Rába Eto Győr SE-hez igazolt, majd 2024. február 17-én az egyesület színeiben részt vett Gödöllőn a Sri Chinmoy 6 órás maraton medencés úszáson. A versenyen egyedüli paraúszóként versenyzett, így 11 400 méterrel, egyéni csúccsal a 6. helyezést érte el az ép versenyzők között.
2023 novemberében jelentkezett a Bridge to Bridge úszásra San Franciscoba.
Az ezt megelőző Escape from Alcatraz úszása, mint egy kvalifikációnak is mondható volt, így azt az amerikai szervezők elfogadták, és 2024.06.04. volt a dátuma mikorra megadták számára az időablakot. A szabadkártya után az úszást jelezték a Guinness Rekordok hivatalába 240107155558tf1k bejegyzési számon és azt a hivatal befogadta. Féléves felkészülés után a Rába Eto Győr SE színeiben 2024.06.01.segítőjével Jones Anikóval Amerikába utazott a rekord kísérlethez. Az előre regisztrált dátum reggelén a Pacific Open Water Swim CO. csapatával Sylvia Lacock kapitány és Kelly Gentry úszó edzővel megkezdték az úszást. Kelly végig Tomi mellett úszott, az úszás során. Az úszás napján 13 -14 °C volt a vízhőmérséklete, kezdetben nyugodt szélcsendes volt az óceán. Az úszás vége felé megnőtt hajó forgalom okozta hullámokat leszámítva, minden ideális volt ezért a 6 mérföldes rekordkísérletet 1:49:23:95 századmásodperc alatt sikeresen teljesítette.
2024. június 22-én a BSI által megrendezett Mol Campus II. Öbölátúszáson egyedüli paraúszóként vett részt 4500 méteres távon, 2:26:56 perces idővel a 201. helyezést érte el közel 1500 fős mezőnyben, kategóriájában (M50) a 18.
2024. július 21-én Révfülöp és Balatonboglár között 10. alkalommal úszta át a LIdl Balaton-átúszás 5200 m-es távját. Ebben az évben az átúszás egyik arcának választották a szervezők, ami nagy sikert jelentett számára.
2024.augusztus 03-án részt vett Gávavencsellőn a IV. Tiszai Challenge 10 km nyílt vízi folyami úszáson egyedüli paraúszóként, közel 140 úszó társaságában. A reggeli start egy félórás késéssel indult a Tiszán történt hajóbaleset miatt. Ez a baleset befolyásolta az úszás végkimenetelét, ugyanis a szintidő vége előtt félórával a rendezvényt a viharos időjárás miatt a rendőrség leállította a cél előtt. A teljesített ideje, így is példaértékű, 8747 méterrel és 3:37:57 perccel zárta. 
2024.szeptember 14-én részt vett egyedüli paraúszóként Londonban az ikonikus Dock2Dock versenyen 5000 méteres távon. A verseny kedvező időjárási körülmények között tartották meg 17°C vízben. A közel 800 főből álló versenyzők között korosztályában 19-dik, férfiaknál 118-dik lett 2:49:27 hivatalos idővel az ép úszok között, így képviselve hazáját Magyarországot, városát Győrt, és egyesületét a Rába Eto Győr SE-t. 

### Versenyek, melyeken részt vett
- LIDL Balaton-átúszás 2015-2024, 10 x 5200 m[8]
- Átúszom sorozat: Rába folyó, Mosoni-Duna, Fertő-tó, Bosphorus Istanbul
  - Rába folyó 2017, 1000 m
  - Mosoni-Duna Kunsziget-Győr 2018, 14 000 m
  - Fertő-tó 2019, 3000 m
  - Boszporusz 2020, 6500 m
- BUI. Balatonfenyvesi kikötő úszás 2019-2021 3 x 2000 m[9]
- K&H Mozdulj! Velencei-tóúszás 2017-2019, 3 x 6000 m[10]
- Orfűfitt Pécsi-tó át- és körbeúszás 2019, 4200 m[11]
- Lupa-tó átúszás 2019. 2400 m[12]
- Pala-tó átúszás 2019,2022. 2 x 2000 m[13]
- II. BUG Duna-átúszás Budapest. 2019, 450 m[14]
- Tatai tó-átúszás 2019-2022. 4 x 3800 m[15]
- OWT- Paks 2021, 7000 m[16]
- OWT- Szanazug-Békés Körös Úszás 2022, 4000 m[16]
- Rába-úszás 2015, 2022, 2 x 4300 m[17]
- Porecki Delfin tengeri úszófesztivál. Horvátország 2016-2019. 4 x 3000,1500,1500, 5000 m[18]
- X-Waters World Championship I. Austria Swim Open Wörthersee 2019, 3000 m[19]
- X-Waters World Championship I. Nuclear Swimming Race Desnogorsk Russia 2021, 3000 m[20]
- Alpen Adria Swim Cup. 2020-2025, 2500-3000–5000  m[21]
- 24. HODINOVKA-2.Rocnik/ Slovakia 24 órás nyílt vízi úszás 15 600 m. VII. hely[22]
- TrygFonden Christiansborg Rundt- Copenhagen Swim Dánia 2021, 2023, 2 x 2000 m[23]
- Hallsattersee Schwimm Marathon  Austria 2021-2022, 2 x 2100, 5000 m[24]
- Wörthersee Swim Austria 2021, 2023, 1 x 3000 m. 1 x 5000 m, 2 x Para Kat. I. hely[25]
- Austria Swim Open Vollmondschwimmen 2020, 2022, 2 x 2000 m[26]
- Bosphorus Cross Continental  Swimming Race Istanbul 2020, 6500 m[27]
- Swim From Alcatraz San Francisco, USA 2022, 3300 m[28]
- Bodenseequerung Lake Crossing Swimming, 2023, 12000 m[29]
- X-Waters World Championship I. Slovenia  2023, 4000 m[30]
- Sri Chinmoy 6 órás maratonúszás férfi egyéni 3 x. 2022-2024, 1x 9100 m 1x 10000 m 1x 11400  m[31]
- Bridge to Bridge 2024. San Francisco (Hídtól hídig) 6 mérföldes óceán úszás
- Mol Campus II. Öbölátúszás 2024. 4500 m[5]
- Gávavencsellő IV. Tiszai Challenge 10 km nyílt vízi folyami úszás
- Dock2Dock 2024. London 5000 m

## Díjak
- 2020-ban dr. Dézsi Csaba András, Győr polgármestere kinevezte a város parasport-nagykövetének.
- 2020-ban a Kisalföld napilap az év emberének választotta.
- 2022-ben a Nemzetközi Nyílt Vízi Úszó Szövetség (WOWSA[32]) a világ tíz legjobb paraúszója közé választotta az Escape From Alcatraz úszásáért, valamint az elmúlt 9 évben nyújtott nyílt vízi úszó teljesítményéért. A 2023-ban megtartott gálán egyedüli magyarként képviselte hazáját, ahol a szavazatok alapján tizedik, férfiak között a hatodik helyezést érte el.
- 2023. március 4-én bekerült a Magyar Rekordok[33] jegyzékébe az Escape From Alcatraz úszással. A díszoklevelet Győr Városházán Radnóti Ákos alpolgármester jelenlétében vehette át Sebestyén Istvántól, a Magyar Rekordok regisztrátorától, az egyesület elnökétől.
- 2025. május 4-én újabb rekord bejegyzéssel, egyben oklevéllel ismerte el a Magyar Rekordok  jegyzéke Patkás Tamást. A lábait balesetben elveszített parasportoló, a minden év nyarán megrendezett Balaton-átúszáson, 2015. július 14-től 2024. július 21-ig Révfülöp és Balatonboglár távot 10 éven át, kihagyás nélkül teljesítette. Ő az egyetlen sportoló, aki ilyen súlyos sérültséggel, tízszer teljesítette az átúszást.
- 2025.május 4-én harmadik rekordját is jegyezte a Magyar Rekordok  jegyzéke. Patkás Tamás 2024. június 4-én az egyesült államokbeli San Francisco öbölben 109 perc alatt teljesített nyílt vízi 10 km-es távot, a Golden Gate Bridge és a San Francisco-Oakland Bay Bridge között. Ő az egyetlen magyar sportoló, aki ilyen súlyos sérültséggel sikeresen teljesítette a Bridge to Bridge kihívást.